# Cerapachys desertorum
Cerapachys desertorum är en myrart som beskrevs av Gennady M. Dlussky 1990. Cerapachys desertorum ingår i släktet Cerapachys och familjen myror. Inga underarter finns listade.